# سونيا لي
سونيا لي (بالإنجليزية: Sonia Lee)‏ هي سيدة أعمال أمريكية، ولدت في 12 أبريل 1960.